# Ehe im Römischen Reich

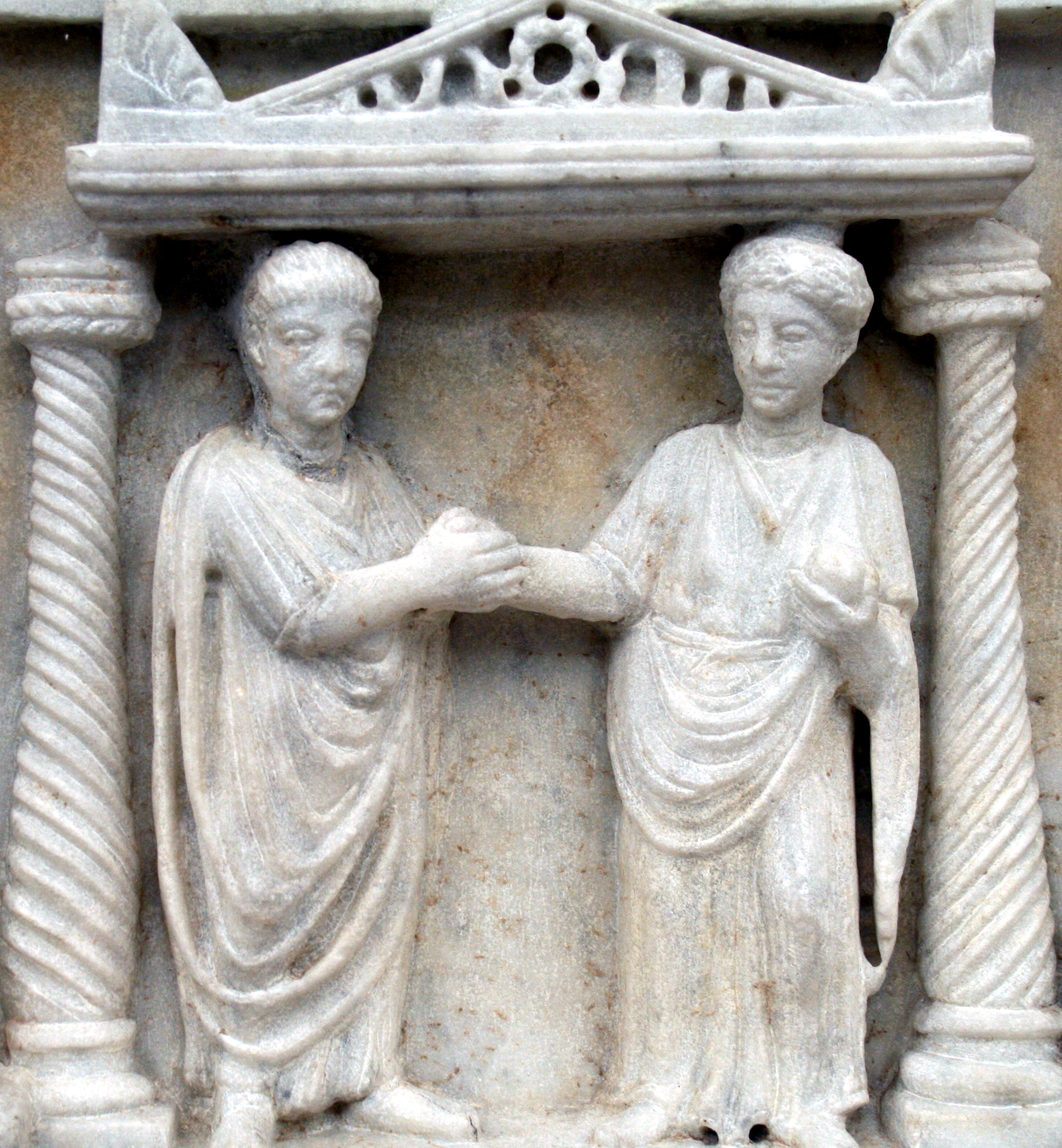
Römische Eheschließung auf einer Urne (Museo delle Terme di Diocleziano, Rom)

Ehe und Familie galten im Römischen Reich als heilig. Nicht umsonst war Concordia einerseits die Schutzgöttin des gesamten Staatswesens und gleichzeitig Beschützerin der Ehe (matrimonium). Die Ehe galt im antiken Rom als Stütze der Gesellschaft, vor allem in materieller Hinsicht. Auch das Eherecht berücksichtigte vor allem die materiellen Aspekte der Ehe.

## Patria potestas und pater familias
Für das römische Familien- und Eheleben rechtlich konstitutiv war die patria potestas des pater familias, des männlichen Familienoberhauptes. Die patria potestas bedeutete uneingeschränkte Macht über die Familie, zu der – anders als nach heutiger Auffassung – auch die verheirateten Söhne mit ihren Frauen und Kindern, Adoptivsöhne, Sklaven, Vieh und das sonstige Besitztum gehörten. Diese familia ist als Rechtsverband und Vermögensgemeinschaft zu verstehen, wobei der pater familias auch religiöse Aufgaben wie die Darbringung von Opfern zu erfüllen hatte.
Die patria potestas war in der römischen Alltagsrealität nicht in erster Linie in Exzessen der Terrorisierung durch den pater familias gegenwärtig, obwohl Quellen von Einzelfällen berichten. Hauptsächlich kam die hervorragende Stellung des Familienvaters in seiner Verfügungsgewalt über das Vermögen zur Geltung. Außerdem hatte die aus heutiger Sicht fragwürdige Entscheidungsgewalt des pater familias über die Aussetzung neugeborener Kinder eine gesellschaftliche Bedeutung. Seine Stellung erlaubte es dem Familienoberhaupt, Kinder auszusetzen, die er nicht aufziehen konnte oder wollte, sei es aus finanziellen Gründen oder aus ideellen Erwägungen, etwa weil die Kinder unehelich geboren oder behindert waren oder aufgrund ihres Geschlechts, was besonders weibliche Neugeborene betraf. Die Aussetzung von Neugeborenen auf öffentlichen Dunghaufen war in der ganzen römischen Welt bis zum Jahr 374 n. Chr. legal. Die Kinder verfielen demzufolge dem Tode oder bestenfalls der Sklaverei oder wurden in Glücksfällen als alumni in andere Haushalte aufgenommen.

## Sui iuris
Frei (sui iuris), d. h. befreit aus der patria potestas, wurden die Söhne häufig erst durch den Tod des pater familias. In späterer Zeit kam es jedoch öfter vor, dass Kinder durch eine emancipatio aus der väterlichen Gewalt entlassen wurden. Dies war ein Scheinverkauf, mit dem der pater familias das Kind an einen Dritten als Treuhänder verkaufte, der es anschließend an den Vater zurück verkaufte. Wenn dieser Scheinverkauf dreimal (bei Söhnen) bzw. einmal (bei Töchtern) durchgeführt wurde, war das Kind von der väterlichen Gewalt befreit. Nicht emanzipierte Töchter standen auch nach dem Tod des Vaters noch unter der Tutela mulierum („Frauen-Vormundschaft“) eines entweder vom Vater oder von ihnen selbst gewählten Tutors.
Vom Erbteil, das die Söhne und Töchter empfingen, hing ihre weitere Lebensperspektive ab. Das Testament konnte aus dieser rechtlichen Stellung des pater familias heraus von diesem zu Lebzeiten als Waffe eingesetzt werden, um seine Autorität deutlich zu machen und die familia an sich zu binden. Eingeschränkt wurde dies freilich durch ein Pflichtteilsrecht. Im vollen Sinne des Wortes freie Männer waren demnach nur diejenigen Römer, die vaterlos oder für mündig erklärt worden waren, den Status des pater familias besaßen und über ein Erbe verfügten.
Eine vidua – Witwe oder Geschiedene – galt ebenfalls als sui iuris, wenn ihr Vater nicht mehr lebte.

## Eheschließung
Heirateten Bürger und Bürgerin des Römischen Reiches, so geschah dies in der Regel rein privat und ohne größere staatliche oder religiöse Zeremonie und schriftlichen Vertrag. Wohl existierte ein traditioneller Hochzeitsritus; dieser war aber nicht rechtsverbindlich.
Standen die beiden künftigen Ehepartner noch unter der Macht eines pater familias, so benötigten sie dessen Zustimmung. Häufig wurden Ehen auf seine Initiative hin vermittelt, denn eine Ehe galt als eine gute Möglichkeit, zwei Familien politisch oder geschäftlich aneinander zu binden. Im Gegenzug konnten Paare auch gegen ihren Willen geschieden werden, wenn dem pater familias eine andere Verbindung günstiger erschien.
Die Volljährigkeit und dementsprechend die Ehefähigkeit waren mit dem Einsetzen der Pubertät (pubertas) verbunden; Mädchen erreichten sie mit 12 und Jungen mit 14 Jahren. Über den Ehepartner entschied ihr pater familias (Vater). Immerhin galt es als unschicklich, ein junges Mädchen an einen Mann zu verheiraten, den sie ganz und gar widerwärtig fand, rechtlich unmöglich war dies jedoch nicht. Auch durften die Ehepartner nicht zu eng miteinander verwandt sein. Ehen, bei dem Mann und Frau enger als bis zum 4. Grad verwandt waren, galten als Inzest, weshalb Claudius, als er seine Nichte Agrippina die Jüngere heiraten wollte, zuvor ein Gesetz durchsetzte, das solche Beziehungen legalisierte.
Ehen wurden in der Regel weniger aus Liebe, sondern eher aus politischen oder materiellen Interessen geschlossen. Trotzdem war Liebe zwischen den Ehepartnern, wie bei der Ehe zwischen Pompeius und Caesars Tochter Iulia, nichts Ungewöhnliches.
Ertappte Ehebrecherinnen wurden, im Gegensatz zur römischen Frühzeit, zwar nicht mehr hingerichtet, jedoch zu einer hohen Geldstrafe verurteilt und in die Verbannung geschickt. Dennoch war das Wechseln der Partnerinnen und Partner durchaus üblich wie auch häufige Scheidungen und Wiederheiraten. Die univira, die einmal verheiratete Frau, galt dennoch als Ideal.

## Manus-Ehe
In der Anfangszeit dominierte die so genannte Manusehe. Die Frau schied dabei aus der patria potestas ihres eigenen pater familias aus und gelangte unter die des Ehemannes bzw. dessen pater familias.
Dies hatte durch die hervorragende Stellung des pater familias und die rechtliche Wirkung der patria potestas zur Folge, dass die Frau über ihr mitgebrachtes Vermögen und ihre Mitgift nicht selbst verfügen konnte. Verfügungsgewalt erhielt ihr neuer pater familias. Für ihn konnte dies einen materiellen Gewinn bedeuten.
Im Vergleich mit der Stellung der Frau im klassischen Athen war die römische Frau selbst als matrona, d. h. als Ehefrau, in der Manus-Ehe, angesehener und erheblich selbstständiger. Sie konnte an Gastmählern teilnehmen, Theater und Spiele besuchen und in die Thermen gehen, an Bildung, Kunst und Wissenschaft Anteil nehmen und häufig einen hohen Bildungsgrad erreichen. Satiriker wie Martial und Juvenal fanden hier die Grundlage dafür, sich über die Sittenlosigkeit und Vergnügungssucht der Frauen zu mokieren.
Man unterscheidet die folgenden drei Formen des Zustandekommens einer Ehe, die alle drei schon in frühester Zeit bezeugt sind, im Lauf der Geschichte sich aber stark wandelten:

### Coemptio(„Kauf“)
Bei diesem Ritual wurde die Tochter unter Anwesenheit von fünf Zeugen symbolisch für ein As vom Vater verkauft.
Dabei galt in historischer Zeit, dass die Tochter der Ehe zustimmen musste und die Möglichkeit hatte, bei Übergriffen und Missachtung des Gatten mit einer Verletzung der beim Kauf übertragenen Treu- und Schutzpflicht eine Scheidung (emancipatio) zu erwirken, d. h. durch eine Verletzung der Kaufverpflichtungen wird der Kaufvertrag nichtig.

### Cohabitatiobzw.usus(„Zusammenleben“ bzw. „Gewohnheit“)
Bei dieser Eheform hielt der Bräutigam eine Rede, wodurch er die Ehe von einem concubinatus, einer völlig informellen Beziehung abgrenzte.
Die patria potestas erlangte der Mann aber erst nach einem Jahr des Zusammenlebens.
Der Vorgang entsprach einem Eigentumserwerb durch Ersitzen.
Wenn während dieser Zeit die Frau drei Tage hintereinander außer Haus schlief, unterbrach (usurpatio) sie die „Ersitzung“ und verhinderte so, dass sie in die manus des Mannes überging (trinoctis usurpatio oder trinoctium). Danach begann die Einjahresfrist von neuem.

### Confarreatio
Die confarreatio war ein sakraler Akt unter Opferung eines Weizenspeltkuchens (far = Spelt, Brot) und war eine nur unter Patriziern übliche Form der Eheschließung. Sie fand in Gegenwart des pontifex maximus, des flamen dialis und von zehn Bürgern statt. Im Laufe dieser Zeremonie wurden auch ein Schaf, Opferschrot und Früchte geopfert.

## Manusfreie Ehe
Da in der Manus-Ehe nicht nur die Frau keine Verfügungsgewalt über ihr Vermögen besaß, sondern bei ihrem Tod auch ihre bisherige Familie und Verwandtschaft vom Erbgang ausgeschlossen war, setzte sich in der Spätzeit der Römischen Republik die Form der manusfreien Ehe durch, bei der die Frau nicht mehr unter die volle manus ihres Mannes bzw. dessen pater familias trat. Das konnte geschehen, indem wie oben beschrieben die Frau mindestens drei Nächte (trinoctium) im Jahr außerhalb der Wohnung ihres Mannes verbrachte. Sie gehörte somit weiterhin rechtlich ihrer alten Familie an und stand unter der patria potestas (Gewalt ihres Vaters). Auf der Grundlage eines vor Zeugen abgeschlossenen Vertrages blieb sie im Besitz des von ihr in die Ehe eingebrachten Vermögens.
Die manusfreie Ehe konnte leicht, nämlich schon durch die Willenserklärung eines Ehepartners, geschieden werden. Es genügte, wenn die Frau, vorausgesetzt, sie hatte keinen Ehebruch begangen, unter Mitnahme ihrer Mitgift das Haus verließ oder der Mann sie dazu aufforderte.
Durch diese Veränderungen war die vorher gültige gesetzliche Bestimmung, dass eine Frau ohne männliche Vormundschaft kein wichtiges Rechtsgeschäft tätigen durfte, in der Praxis der späten Republik außer Kraft. Marcus Tullius Ciceros Frau Terentia ist ein Beispiel dafür, dass die Frauen immer selbstständiger wurden. In einem Brief an seinen Freund Atticus zeigte er sich empört darüber, dass seine Frau, während er Statthalter in Kilikien war, ohne ihn zu fragen seine Tochter Tullia mit Publius Cornelius Dolabella verheiratete.
Eine manusfreie Ehe konnte jederzeit nachträglich in eine Manusehe verwandelt werden, wie der auf der Laudatio Turiae geschilderte Rechtsfall bezeugt.

## Mitgift
Frauen erhielten eine Mitgift, die dem Ehemann während der Dauer der Ehe zur Verfügung stand. Auf das eigene Vermögen der Frau hatte der Ehemann dagegen kein Zugriffsrecht. Es war üblich, dass die Mitgift in drei Raten an den ersten Jahrestagen der Hochzeit gezahlt wurde. Wurde die Ehe geschieden, so hatte der Ehemann die Mitgift in voller Höhe an seine Exfrau zurückzuerstatten. Diese Rückerstattungspflicht führte zu einer Stabilisierung der römischen Ehen. Starb der Mann, erhielt die Frau ebenfalls ihre Mitgift zurück.

## Heirat zwischen den Plebejern und Patriziern in frührömischer Zeit
Seit Mitte des 5. Jahrhunderts v. Chr., kurz nach Schaffung der Zwölftafelgesetze, die die starren Standesunterschiede zwischen Plebejern und Patriziern teilweise aufhoben, war eine Heirat zwischen Plebejern und Patriziern möglich, d. h., das vorher geltende Eheverbot zwischen den Ständen wurde aufgehoben. Dies ermöglichte prinzipiell die Verschmelzung der beiden sozialen Schichten, heißt aber nicht, dass Einheirat von Plebejern in patrizische Familien zur Regel wurde. Sie war vor allem reichen und angesehenen Plebejern vorbehalten.
Immerhin erreichten die Plebejer durch diese rechtliche Veränderung die privatrechtliche Gleichstellung mit den Patriziern.
Eine rechtliche Fixierung dieser Veränderung besteht der Tradition nach in einem Gesetz des Volkstribunen Canuleius (lex Canuleia) aus dem Jahr 445 v. Chr., obwohl die Versammlung der Plebs rechtlich nicht fähig war, Gesetze zu beschließen. Vermutlich hat das Patriziat der Heirat zwischen Angehörigen der beiden Schichten schlicht keinen Widerstand mehr entgegengesetzt, sodass von einer gesetzlichen Fixierung eher nicht ausgegangen werden sollte.

## Augusteische Ehegesetze
Im 1. Jh. v. Chr. sank die Zahl der aus legalen Ehen stammenden Kinder immer weiter und damit auch die Zahl der Soldaten, die ihren Militärdienst bei den Legionen leisteten, die nur römische Bürger aufnahmen. Um dieses Problem zu bekämpfen, schuf Augustus eine neue Ehegesetzgebung, die Lex Iulia et Papia:
Männer mussten im Alter von 25 bis 60 und Frauen zwischen 20 und 50 Jahren verheiratet sein, sonst drohten ihnen empfindliche Bußgelder. Außerdem führte er Belohnungen für kinderreiche Eltern ein. Ab einer Kinderzahl von drei in Rom, vier in Italien und fünf im restlichen Römischen Reich bekamen die Ehegatten Vergünstigungen: Die Männer – falls sie im öffentlichen Dienst standen – konnten damit rechnen, schneller befördert zu werden, die Frauen erhielten das Recht, ihren Besitz selbständig zu verwalten, und wurden juristisch unabhängig vom Mann.
Außerdem verschärfte Augustus das Eheverbot für Soldaten, die damit erst nach ihrer Entlassung eine rechtlich gültige Ehe eingehen konnten. Damit wollte er die Zahl der nichtkämpfenden Personen verringern, die den Tross der Armee begleiteten. Selbst ritterlichen Stabsoffizieren und Legionslegaten verbot er, ihre Frauen mit ins Lager zu bringen. In der Praxis wurde das Verbot allerdings auch in der Prinzipatszeit umgangen, da viele Soldaten während ihrer langjährigen Dienstzeit mit Partnerinnen zusammenlebten und ihre Verbindungen oftmals der rechtlichen Ehe anzugleichen suchten. Es wurde in der Folgezeit immer weiter gelockert, bis Septimius Severus das Heiratsverbot der Soldaten gegen Ende des 2. Jahrhunderts aufhob.

## Riten und Bräuche
Riten und Bräuche waren substanzieller Bestandteil der römischen Ehe, unabhängig ob Manus-Ehe oder manusfreie Ehe. Sie hatten unterschiedliche Ursprünge, Nutzen und es waren diverse Erwartungen und Hoffnungen mit ihnen verknüpft. Der gesamten Ehe und Eheanbahnung kam ein starker symbolischer Charakter zu. Unterscheiden kann man zwischen Riten sakraler und gesellschaftlich-traditioneller Natur. Die klare Zuordnung ritueller Handlungen ist allerdings nicht immer möglich, da sich einige Riten und Bräuche hinsichtlich ihres sakralen oder traditionellen Charakters überschnitten. Hinsichtlich der gesellschaftlichen Bedeutsamkeit der einzelnen Bräuche und Riten kann nicht immer ein klares Urteil getroffen werden. Dafür beispielhaft waren die Auspices, Heilige, dazu bestellt, Omen zu deuten und die Eheschließung zu segnen. In der späten Antike waren diese zwar immer noch fester Bestandteil vieler römischer Zeremonien, doch verlor die Deutung von Omen stark an Bedeutung.
Für das Datum, an dem eine Hochzeit abgehalten werden konnte, kamen viele Tage im Jahr unabhängig von der Art der Eheschließung überhaupt nicht in Frage. Als Unglücksbringer gefürchtet waren sie ein schlechtes Omen für die Schließung einer Ehe. Solche Tage schränkten nicht nur die Zeitfenster ein, in denen geheiratet wurde, sondern galten oft ganz allgemein als Unglücksbringer. Tage, welche den Toten gewidmet waren, oder Feierlichkeiten zu Gunsten bestimmter Götter wurden daher für die Planung explizit gemieden. Die Monate März, Mai und auch der halbe Juni galten als Unglücksbringer und schieden für die Planung aus. Es kann jedoch davon ausgegangen werden, dass diese Regelungen überwiegend unter den Eliten Roms Anwendung fanden.
Am Vorabend zur Hochzeit war es üblich, dass die Braut ihre Spielsachen und ihr Kindheitskleid der Hausgottheit des Elternhauses, dem laren opferte und sich so symbolisch von ihrer Kindheit verabschiedete. Um den Übergang in die Welt der Erwachsenen symbolisch zu begehen, erhielt die Braut nun eine weiße Tunika, die tunica recta. Diese war an der Taille mit einem wollenen Gürtel im „Herkulesknoten“, dem nodus Herculeus, umschlossen. Über der Tunica trug die Braut ein faltenreiches, gelbrotes Kleid, die palla galbeata, und über dem Haupt einen orangen Schleier, das flammeum. Der Schleier symbolisierte eine Kerzenflamme, welche für Neuanfang und Fruchtbarkeit stand. Des Weiteren hatte die Kleidung der Frau rein zeremonielle Zwecke und wurde nach den Feierlichkeiten ihrer Hochzeit nicht wiederverwendet. Das Haar der Braut wurde kunstvoll mit einer möglichst im Krieg verwendeten Lanzenspitze, welche unten umgebogen war, der hasta coelibaris, zu sechs Zöpfen geflochten. Anschließend wurden die einzelnen Strähnen mit Wollfaden umwickelt und zu einer Hochfrisur, dem tullus, zusammengesteckt, welche den Nacken entblößte. Wolle galt im sakralen Sinn als reinigend. Die so arrangierte Haarpracht wurde dazu noch mit einer Blütenkrone umwunden. Als Zeichen der Vereinigung reichten sich die angehenden Ehepartner beide ihre rechte Hand, später wurde dieser Brauch um den heute klassischen Hochzeitskuss erweitert. Gegen Ende des Festes reichte man dem Paar etwas vom farreum librum, einem speziell für diesen Anlass gebackenen Speltbrot.

## Scheidung und Witwenstand
In der römischen Frühzeit konnten Männer sich nur unter ganz bestimmten Voraussetzungen scheiden lassen, wie beispielsweise Ehebruch oder Unfruchtbarkeit der Frau. In der römischen Tradition wird der erste Scheidungsfall auf das Jahr 230 v. Chr. angesetzt, als sich der Konsul Spurius Carvilius Ruga scheiden ließ, weil seine Frau unfruchtbar war. Gegen Ende der römischen Republik erlangten auch die Frauen das Recht, eine Scheidung zu beantragen. In der Kaiserzeit wurde die Scheidung immer mehr zur gängigen Praxis. Die römische Religion kannte keine Vorschriften zur Verhinderung einer Scheidung.
Zur Auflösung einer Ehe genügte es, dass einer der Ehepartner vor Zeugen die Formel tuas res tibi habeto („gehe weg und nimm deine Sachen mit dir“) oder i foras aussprach („gehe aus meinem Haus“). Diese Sätze konnten auch schriftlich festgehalten und dem Partner durch einen Freigelassenen überreicht werden. Kinder aus einer aufgelösten Ehe verblieben beim Vater und seiner Familie.
Männer durften unmittelbar nach dem Tod ihrer Frau wieder heiraten. Frauen mussten nach dem Tod ihres Mannes mindestens zehn Monate bis zu einer Wiederverheiratung warten; in den Augusteischen Ehegesetzen wurde diese Frist auf zwölf Monate verlängert. Grund für diese Regelung war der Wunsch, im Falle einer Schwangerschaft der Witwe keine Zweifel aufkommen zu lassen, wer der Vater des Kindes sei – siehe dazu Mater semper certa est.

## Konkubinat
Mit der Vergrößerung des römischen Herrschaftsgebiets, die nicht mit der Ausbreitung des römischen Bürgerrechts Schritt hielt, entstand in der späten Republik das zunehmende Bedürfnis römischer Vollbürger, mit Frauen aus den von Rom unterworfenen Völkern ohne Bürgerrecht sowie mit Sklavinnen oder Freigelassenen eheähnliche Beziehungen einzugehen. Neben die rechtlich fixierte Ehe zwischen römischen Bürgern, das matrimonium im engeren Sinne, an dessen rechtlichem Charakter sich grundsätzlich nichts änderte, trat vor allem in führenden Familien, aber auch unter Soldaten, der Konkubinat (concubinatus). Mit den Ehegesetzen des Augustus, besonders den strikten Eheverboten, wurde er in einen rudimentären rechtlichen Rahmen eingebunden und die größere sexuelle Freizügigkeit der ausgehenden Republik beendet. In der Forschung uneinheitlich beantwortet wird die Frage, ob es sich von Anfang an um eine Art Ehe minderen Ranges (so vor allem die ältere Forschung) oder um reine De-Facto-Verbindungen handelte. Inschriftlich gesichert ist, dass der Konkubinat in der hohen Kaiserzeit im 1. und 2. Jahrhundert gesellschaftlich akzeptiert war und von Betroffenen oftmals als Ehe im Vollsinn begriffen wurde. Der Rechtsrahmen änderte sich durch die Ehereformen unter Septimius Severus und die allgemeine Bürgerrechtsverleihung durch Caracalla im Jahr 212 nochmals nachhaltig. Einen weiteren Einschnitt stellt der vergebliche Versuch Kaiser Konstantins am Anfang des 4. Jahrhunderts dar, den Konkubinat abzuschaffen. Die folgende Entwicklung im Römischen und dann im Oströmischen Reich, die ihren Höhepunkt unter Kaiser Justinian erreichte, ist einerseits von einer fortschreitenden Angleichung des Konkubinats an die rechtliche Ehe, andererseits von zunehmender gesellschaftlicher Ächtung unter dem Einfluss des Christentums geprägt. Im Jahr 900 wurde der Zivilkonkubinat von Leo dem Weisen abgeschafft.
Der Konkubinat war eine Verbindung zwischen zwei freien Personen, die keine rechtlich bindende Ehe miteinander schließen konnten oder wollten, beispielsweise ein als Beamter in einer Provinz tätiger römischer Bürger und eine einheimische Frau aus dieser Provinz, die aufgrund ihres Status als Ausländerin keinen Römer heiraten konnte. Der weibliche Teil wurde concubina („Konkubine“) genannt, während es für den männlichen keine eigene Bezeichnung gibt. Voraussetzungen für den Konkubinat waren Volljährigkeit (das Mindestalter lag wie bei der Ehe bei 12 Jahren für die Frau und 14 für den Mann) und beidseitiges Einverständnis, eine Mitgift war nicht erforderlich. Die Kinder aus solchen Verbindungen waren der patria potestas nicht unterworfen, blieben vom Erbrecht ausgeschlossen (allerdings konnte ihnen der Vater testamentarisch durchaus Vermögen vermachen) und erhielten den Namen der Mutter. Anders als die Ehefrau war die Konkubine ihrem Mann nicht zur ehelichen Treue verpflichtet und konnte ihn jederzeit verlassen. In Abgrenzung zu Verbindungen mit Mätressen oder außerehelichen Geliebten lässt sich der römische Konkubinat als monogame Beziehung beschreiben. Durch die Eheschließung des Mannes endete das Konkubinatsverhältnis.
Soldaten der römischen Armee konnten im ersten und zweiten Jahrhundert erst nach Ende ihrer Dienstzeit heiraten. Auxiliarsoldaten erhielten das römische Bürgerrecht und die Heiratserlaubnis (→ Conubium) erst, nachdem sie 25 Jahre Militärdienst geleistet und die Honesta missio erlangt hatten. Um diese Einschränkungen zu umgehen, lebten Militärangehörige häufig im Konkubinat, was von ihren militärischen Vorgesetzten toleriert wurde. Eine Besonderheit bei Auxiliarveteranen und wenigen anderen Privilegierten lag darin, dass sie auch mit nichtrömischen Frauen aus ihrer Provinz eine römisch-rechtliche Ehe führen durften, was Legionsveteranen verwehrt war. Deshalb konnten ehemaligen Auxiliarsoldaten ihre Gefährtinnen nach der Entlassung unter Umständen heiraten und das Konkubinat in eine Ehe überführen. Bis 140, als Antoninus Pius die Erblichkeit solcher Verleihungen weitgehend abschaffte, erhielten auch Kinder aus diesen Verbindungen (Mädchen wie Jungen) das römische Bürgerrecht.

## Sklavenehe undcontubernium
Nicht heiratsfähige Personen, die als Mann und Frau zusammen lebten, wurden auch contubernales genannt. Der Ausdruck contubernium bedeutet eigentlich „Gemeinschaftsunterkunft“ und meint hier eine eheähnliche Hausgemeinschaft zwischen Personen, denen die rechtliche Ehefähigkeit (conubium) fehlt und deren Bindung daher rechtlich nicht anerkannt war. Auch Sklaven war diese rechtlich unverbindliche Form des Zusammenlebens möglich. Zu unterscheiden sind dabei Verbindungen zwischen einem Sklaven und einer Sklavin und zwischen einem Sklaven und einer Freigelassenen.
Die Ehe von Sklaven fiel nicht unter das römische Recht, sondern ausschließlich unter das Recht der Herren. Sklaven konnten miteinander leben, wie sie wollten, solange der Halter es ihnen erlaubte. Es gibt dementsprechend auch kaum römische Rechtsquellen, die sich mit den Verhältnissen von Sklavenehen befassen. Während Verhältnisse zwischen Sklaven unterschiedlicher Besitzer meist eingeschränkt wurden, waren Beziehungen zwischen Sklaven desselben Besitzers zur Nachwuchsgewinnung erwünscht. Kinder konnten getrennt von ihren Eltern verkauft werden.
Für das Gemeinwesen eher von Belang waren Verbindungen zwischen männlichen Sklaven und weiblichen Freigelassenen, die das römische Bürgerrecht besaßen und rechtlich wie andere Bürger behandelt wurden. Einen Sklaven zu heiraten, war nach römischem Recht ungebührlich, aber nicht verboten. Solche Verbindungen erforderten das Einverständnis des Sklavenbesitzers, das dieser jederzeit widerrufen konnte. Ein Beschluss des Senats aus 52 n. Chr. (senatus consultum Claudianum) sah vor, dass Römerinnen, die sich ohne Erlaubnis des Besitzers mit einem Sklaven einließen, selbst versklavt werden konnten und die gemeinsamen Kinder zu Sklaven wurden. Bei vorliegendem Einverständnis des Besitzers sollten dagegen nur die Kinder aus solchen Beziehungen Sklaven sein. Seit Hadrian wurden die Kinder jedoch wie uneheliche Kinder behandelt und galten dann wie die Mutter als freie römische Bürger. Nach Verschärfungen im 3. und 4. Jahrhundert hob Justinian diesen Senatsbeschluss auf. Freigelassene Frauen durften ihren eigenen Sklaven nicht freilassen, um ihn zu heiraten, es sei denn, beide hatten zuvor demselben Patron gehört.
Allerdings besaßen nicht alle Freigelassenen das volle Bürgerrecht. Nach prätorischem Recht privat freigelassene Sklaven erhielten nur das latinische Bürgerrecht und durften als sogenannte Iuniani mit römischen Vollbürgern wahrscheinlich keine rechtsgültige Ehe eingehen, sodass für sie neben Konkubinat oder Kontubernium nur eine latinische Ehe in Frage kam. Besonders die augusteische Gesetzgebung erschwerte durch immer neue Hindernisse Freigelassenen außerhalb Roms den Erwerb des vollen Bürgerrechts. Zur Eheschließung benötigten sie gegebenenfalls die Erlaubnis ihres Freilassers, der Anspruch auf ihr Erbe hatte, weshalb sie auch kein Testament errichten konnten. Anders als Römer gaben männliche Latiner durch Heirat einer nichtrömischen Provinzbewohnerin ihr Bürgerrecht auch an diese weiter, sodass in den Provinzen auch ganze Familien in den Bürgerstand aufsteigen konnten.
Beziehungen von freien Männern zu Sklavinnen unterlagen abgesehen von den Besitzrechten der Halter keinen Beschränkungen. Sie kamen in der Armee häufiger vor. Zumindest bei der Orientarmee in Syrien gab es nachweislich auch Sexsklavinnen und Zwangsprostitution. Sklavinnen konnten keine Konkubinen sein, sondern galten als bloße „Prostituierte“ (meretrix). Da langjährige Prostituierte einem Eheverbot unterlagen, konnten sie auch nach der Freilassung oft nur ein Konkubinat eingehen. Verhältnisse des Patrons mit seiner Sklavin waren in Rom dennoch sehr verbreitet und akzeptiert, auch eheähnliche Verbindungen oder eine Freilassung und anschließende Heirat kamen vor.

## Eherechtliche Bestimmungen des Corpus Iuris Civilis
Anmerkung: Die deutschen Übersetzungen der lateinischen Begriffe des Corpus Iuris Civilis verwenden hier bewusst nicht die Rechtssprache des 21. Jahrhunderts, sondern diejenigen Begriffsverwendungen aus dem 19. Jahrhundert, welche das in Mitteleuropa rezipierte römische Recht widerspiegeln.
| Stelle                     | Lateinischer Titel | Übersetzung |
| -------------------------- | --- | --- |
| Institutionen 1,9 - 1,10   | | |
| Inst. 1,9                  | De patria potestate | Von der väterlichen Gewalt |
| Inst. 1,10                 | De nuptiis. | Von der Ehe. |
| Digesten u. a. 23,1 - 25,7 | | |
| D. 23,1                    | De sponsalibus | Vom Verlöbnis |
| D. 23,2                    | De ritu nuptiarum | Von der Form der Ehe |
| D. 23,3                    | De iure dotium | Vom in Ansehung des Heiratsguts geltenden Recht |
| D. 23,4                    | De pactis dotalibus | Von den Eheverträgen |
| D. 23,5                    | De fundo dotali | Von dem zum Heiratsgut gehörenden Grundstück |
| D. 24,1                    | De donationibus inter virum et uxorem                                                                                     | Von den Schenkungen zwischen Ehemann und Ehefrau |
| D. 24,2                    | De divortiis et repudiis                                                                                                  | Von den Scheidungen und Trennungen |
| D. 24,3                    | Soluto matrimonio dos quemadmodum petatur                                                                                 | Auf welche Weise nach aufgelöster Ehe das Heiratsgut gefordert werde                                                                                                   |
| D. 25,1                    | De impensis in res dotales factis                                                                                         | Von den auf die zum Heiratsgut geforderten Sachen gemachten Verwendungen                                                                                               |
| D. 25,2                    | De actione rerum amotarum                                                                                                 | Von der Klage wegen entwendeter Sachen (unter Ehegatten) |
| D. 25,3                    | De agnoscendis et alendis liberis vel parentibus, vel patronis vel libertis                                               | Von Anerkennung und Ernährung der Kinder, oder Eltern, Patrone oder Freigelassenen                                                                                     |
| D. 25,4                    | De inspicendo ventre custodiendoque partu                                                                                 | Von der Besichtigung des Mutterleibes und der Bewachung der Leibesfrucht                                                                                               |
| D. 25,5                    | Si ventris nomine muliere in possessionem missa, eadem possessio dolo malo ad alium translata esse dicitur                | Wenn eine Frau für ihre Leibesfrucht in den Besitz eingewiesen ist und behauptet werden sollte, dass derselbe Besitz in böser Absicht auf einen anderen übertragen sei |
| D. 25,6                    | Si mulier ventris nomine in possessione calumniae causa esse dicetur                                                      | Wenn behauptet werden wird, dass eine Frau für ihre Leibesfrucht durch Schikane im Besitz sei                                                                          |
| D. 25,7                    | De concubinis. | Von den Konkubinen. |
| Codex 5,1 - 5,27           | | |
| C. 5,1                     | De sponsalibus et arris sponsaliciis et proxeneticis                                                                      | Vom Verlöbnis und den bei Verlöbnissen vorkommenden Mahlschätzen und dem Lohn der Heiratsvermittler                                                                    |
| C. 5,2                     | Si rector provinciae vel ad eum pertinentes sponsalia dederint                                                            | Wenn der Statthalter einer Provinz oder die zu ihm gehörigen Personen einen Mahlschatz gegeben haben                                                                   |
| C. 5,3                     | De donationibus ante nuptias vel propter nuptias et sponsaliciis                                                          | Von den Schenkungen vor oder wegen der Hochzeit und den Brautgeschenken                                                                                                |
| C. 5,4                     | De nuptiis | Von der Ehe |
| C. 5,5                     | De incestis et inutilibus nuptiis                                                                                         | Von blutschänderischen und ungültigen Ehen |
| C. 5,6                     | De interdicto matrimonio inter pupillam et tutorem seu curatorem liberosque eorum                                         | Vom Eheverbot zwischen der Pflegebefohlenen und dem Vormund oder Curator und deren Kindern                                                                             |
| C. 5,7                     | Si quacumque praeditus potestate vel ad eum pertinentes ad suppositarum iurisdictioni suae adspirare temptaverint nuptias | Wenn hohe Staatsbeamte oder ihre Unterbediensteten sich unterfangen, nach Ehen mit Frauen, die ihrer Gerichtsbarkeit unterworfen sind, zu trachten                     |
| C. 5,8                     | Si nuptiae ex rescripto petantur                                                                                          | Wenn zur Eingehung einer Ehe um Dispensation nachgesucht wird |
| C. 5,9                     | De secundis nuptiis | Von der zweiten (oder weiteren) Ehe |
| C. 5,10                    | Si secundo nupserit mulier, cui maritus usum fructum reliquerit                                                           | Wenn sich eine Ehefrau, welcher ihr Ehemann letztwillig den Nießbrauch zugesprochen hat, anderweitig verheiratet                                                       |
| C. 5,11                    | De dotis promissione vel nuda pollicatione                                                                                | Von der feierlichen Versprechung und dem einfachen Versprechen des Heiratsguts                                                                                         |
| C. 5,12                    | De iure dotium | Vom in Ansehung des Heiratsguts geltenden Recht |
| C. 5,13                    | De rei uxoriae actione in ex stipulatu actionem transfusa et de natura dotibus praestita                                  | Von der Verschmelzung der Heiratsgutsklage in die Klage aus Stipulation und von dem Heiratsgut beigelegten Wesen                                                       |
| C. 5,14                    | De pactis conventis tam super dote quam super donatione ante nuptias et paraphernis                                       | Von den Verträgen, die über das Heiratsgut, die Schenkung vor der Hochzeit und die Paraphernalgüter abgeschlossen sind                                                 |
| C. 5,15                    | De dote cauta et non numerata                                                                                             | Vom quittierten, (aber) noch nicht ausgezahlt erhaltenen Heiratsgut |
| C. 5,16                    | De donationibus inter virum et uxorem et a parentibus in liberos factis et de ratihabitione                               | Von Schenkungen zwischen einem Ehemann und seiner Ehefrau und von Eltern für ihre Kinder und von der (nachträglichen) Genehmigung (solcher Schenkungen)                |
| C. 5,17                    | De repudiis et iudicio de moribus sublato                                                                                 | Von Verlöbnis- und Ehetrennungen und der Aufhebung des Rechtsverfahrens wegen schlechter Aufführung                                                                    |
| C. 5,18                    | Soluto matrimonio dos quemadmodum petatur                                                                                 | Auf welche Weise nach aufgelöster Ehe das Heiratsgut (zurück)gefordert werde                                                                                           |
| C. 5.19                    | Si dos constante matrimonio soluta fuerit                                                                                 | Wenn das Heiratsgut während der Dauer der Ehe zurückgezahlt worden ist                                                                                                 |
| C. 5,20                    | Ne fideiussores vel mandatores dotium dentur                                                                              | Dass für das Heiratsgut keine Bürgen oder Kreditauftraggeber bestellt werden sollen                                                                                    |
| C. 5,21                    | Rerum amotarum | Wegen entwendeter Sachen (unter Ehegatten) |
| C. 5,22                    | Ne pro dote mulieri bona mariti addicantur                                                                                | Dass für das Heiratsgut der Frau das Vermögen ihres vormaligen Ehemannes nicht zugeschlagen (d. h. an Zahlungs stattgegeben) werden soll                               |
| C. 5,23                    | De fundo dotali | Vom zum Heiratsgut gehörigen Grundstück |
| C. 5,24                    | Divortio facto apud quem liberi morari vel educari debent                                                                 | Bei wem nach erfolgter Ehescheidung die Kinder sich aufhalten oder erzogen werden sollen                                                                               |
| C. 5,25                    | De alendis liberis ac parentibus                                                                                          | Über die Ernährung der Kinder und Eltern |
| C. 5,26                    | De concubinis | Von den Konkubinen |
| C. 5,27                    | De naturalibus liberis et matribus eorum et ex quibus casibus iusti efficiuntur.                                          | Von den natürlichen Kindern (Konkubinen-Kindern) und ihren Müttern und aus welchen Gründen jene zu rechtmäßigen (Kindern) gemacht werden.                              |